# Langue française en Louisiane
Ne doit pas être confondu avec le français louisianais.
Le français en Louisiane est parlé par la population francophone de Louisiane. 
Issue, en partie, des ancêtres franco-canadiens et français de Nouvelle-France, mais aussi des immigrés espagnols, italiens, allemands, irlandais, et haïtiens, la population louisianaise constitue un cas sociolinguistique intéressant. Face aujourd’hui à l’anglicisation provoquée par l’envahissement du substrat anglophone, les Cadiens et Créoles de la Louisiane continuent de mener le combat contre l’assimilation linguistique, lequel dure depuis maintenant plus de 300 ans.

## Histoire de la langue française en Louisiane
Les ouvrages qui traitent du français en Louisiane commencent généralement par une vue d’ensemble historique qui permet de mieux comprendre la situation présente.

### La langue française sous la colonisation
L’État américain actuel de la Louisiane se trouve dans le sud des États-Unis et partage sa frontière avec les États du Texas, de l’Arkansas et du Mississippi et au sud s'ouvre sur le golfe du Mexique. Ce territoire, initialement habité par des peuples amérindiens, devient en 1682 une colonie française. La population autochtone est alors le sujet d’un processus d’assimilation linguistique, et acquiert, petit à petit, la langue des colonisateurs : le français. Il s'agit donc d’une implantation de langue exogène à l’arrivée du français dans le pays du Mississippi.

#### La période de la colonisation française
Il semble que le territoire était déjà connu des Espagnols, mais les informations sont vagues. Cependant, c’est au royaume de France qu’il sera attribué après le voyage déterminant de Robert Cavelier de la Salle, commissaire français provenant de la nouvelle France, en 1682. L’objectif de son premier voyage étant de découvrir de nouvelles routes qui pourraient donner accès au golfe du Mexique, la Salle « découvre » alors un lieu qui se prête à la fondation d’une nouvelle colonie. Cependant, lorsqu'il cherche à regagner le territoire pour fonder la colonie, « il ne reconnaît pas l’embouchure du Mississippi et s’égare beaucoup plus loin […] au Texas. » Ce n’est qu’en 1698, une décennie plus tard, que des Canadiens français lancent une deuxième tentative de colonisation. Cette fois-ci tout se passe comme prévu et l’aventure s’achève avec la fondation de Biloxi (1698), Mobile (1701) et de La Nouvelle-Orléans (1718) par Pierre le Moyne d’Iberville. La présence de la langue française est donc effective depuis les premières fondations de ce qui deviendra finalement les États-Unis.
Les colons ne tardèrent pas à s’y implanter. Venant en grande partie de la France et de la Nouvelle-France, la langue française s’utilise entre ces deux peuples. Pourtant, il n’y a pas que des francophones, et il ne faudrait pas supposer une homogénéité.
« Mélangée à l’extrême dès l’origine, la population de Louisiane n’a aucune cohérence ethnique ni linguistique, et il est permis de supposer que la toute jeune Nouvelle-Orléans présente déjà un aspect bigarré : esclaves noirs, Indiens, Allemands, Français y cohabitent plus ou moins harmonieusement. Quand on sait à quel point les peuplades indiennes sont elles-mêmes hétérogènes, on juge de la confusion qui peut régner alors dans le domaine culturel. »
Cependant, le français conservait une place de valeur parmi les langues diverses, car il restait néanmoins la langue de la nation colonisatrice.

#### Le français sous la colonisation espagnole
Moins de cent ans après la première arrivée de Cavelier de La Salle, la France céda sa colonie à l’Espagne en 1763. Cependant ce n’est qu’en 1768-1769 que cette occupation sera effective. Les Louisianais veulent rester français, en 1768 lors de l’arrivée d’Antoni d’Ulloa, gouverneur espagnol, la « population de la Nouvelle-Orléans conduite par le Conseil Supérieur de la Louisiane, se soulève et le chasse ». Les administrateurs espagnols, craignant de nouvelles insurrections, permettent à leur peuple d’adoption de continuer à parler le français.
Non seulement permirent-ils aux Louisianais de parler la langue de la France, mais ils adoptèrent un programme d’immigration qui favorise l’utilisation de cette langue. La prépondérance du français « fut renforcée par deux types d’immigration ; l’arrivée des Acadiens et celle, plus tardive, des Créoles venus des îles ». Entre 1765 et 1785, un grand nombre d’Acadiens avaient été expulsés de la colonie britannique de Nouvelle-Écosse  lors du Grand Dérangement. Cette communauté francophone, exilée pour des raisons largement linguistiques, retrouva en Louisiane la langue de sa patrie. Quant aux Créoles, ils étaient en grande partie des réfugiés de Saint-Domingue qui cherchaient à s’installer dans un lieu à la fois stable et francophone, ce qu’ils trouvèrent en Louisiane.
L’école publique étant en langue espagnole, « les Louisianais, francophones dans leur immense majorité, préféraient envoyer leurs enfants dans des écoles paroissiales, généralement confiées aux prêtres. Les plus fortunés continuaient à engager des tuteurs français ». Il y avait également une présence considérable d’écoles privées françaises, que Griolet estime au nombre de huit dans les environs de la Nouvelle-Orléans en 1788, ce qui démontre encore le prestige détenu par la langue française. « Au total, l’enseignement s’était développé en Louisiane, sous la domination espagnole, au profit de la langue française qui en sortait à tous les égards renforcée ».
Comme la scolarité privilégiait le français, on trouve à cette époque toutes les marques d’une culture littéraire en langue française. La première imprimerie installée à la Nouvelle-Orléans fut une « imprimerie du roi », établie à la fin de 1763. De ces imprimeries françaises émanaient des ouvrages en français, et c’est à ce moment que les premiers journaux français apparaissent en Louisiane, dont Le Courrier du Vendredi en 1785 et le Moniteur de la Louisiane en 179. Ces dates révèlent qu’en pleine période espagnole, cette langue à laquelle les Louisianais tenaient avec autant d’ardeur n’était pas qu’une langue orale, mais qu’elle était également une langue écrite. Ainsi on peut parler du français comme d’un idiome qui transcende la période espagnole et qui sert toujours de lingua franca lorsqu’en 1800 la colonie redevient française.

### L’État américain
« En 1800, à cause des initiatives de Napoléon en Espagne, tous les territoires cédés à l’Espagne auparavant sont revenus sous contrôle français ». Aujourd’hui lorsqu'on parle de l’achat de la Louisiane par les États-Unis en 1803, il est largement reconnu que ces derniers l’acquièrent de l’empereur Napoléon Ier mais pas de l'État français. En tout état de cause, la Louisiane était redevenue, pendant une période qui dura à peine trois années, un territoire français.

#### La Louisianeantebellum
Il faudra attendre huit ans, de 1803 à 1812, pour que le nouvellement créé Territoire d'Orléans (qui ne couvrait que l'extrémité sud de l'immense Louisiane française) devienne l’État de Louisiane. La constitution des États-Unis aura un effet non seulement sur la dénomination de l’État mais aussi sur sa langue. Ce n’est qu’une fois qu’elle fut intégrée aux États-Unis que l’effet d’anglicisation se déclencha véritablement. « En effet, les Anglo-Saxons se trouvent dans la double position de maîtres du pays (administrateurs, officiers et soldats) et de nouveaux immigrants ». Toutefois, il est convenable de parler du français avant la guerre de Sécession, ou antebellum, comme d’une situation de bilinguisme, et non pas de diglossie, car les deux langues dominantes coexistent sans qu’elles soient attribuées à des emplois ou des statuts mutuellement exclusifs.
Pour répondre aux besoins d’une population majoritairement française, la « législature sera, elle aussi, à prédominance française », traduisant jusqu’à quel point le français conservait sa place d’égalité vis-à-vis à l’anglais. Comme l’expliqua Griolet, celui qui parlait les trois langues de la Confédération était d’une utilité considérable car on était dans une époque où « la population […] est essentiellement française, les textes officiels espagnols et le gouvernement anglais [sic] […] ». Pourtant, on comprend que l’espagnol n’ait jamais réussi à s’implanter comme langue vernaculaire et que c’est le bilinguisme anglais-français qui régnait en Louisiane. C’est sur ce sujet qu’écrit le maire de la Nouvelle-Orléans au Président Jefferson : « J’oserais vous le représenter, Monsieur le Président, il est indispensable que les chefs de la Louisiane possèdent la langue française comme la langue anglaise. » 
C’est peut-être pour cela que la Nouvelle-Orléans devint une agglomération attirante pour tout peuple francophone. Parmi cette population on retrouve l’importance de ce qu’on appelle la langue créole à base française, langue qui mélangea le français, bien entendu, avec d’autres idiomes locaux. Le créole arriva surtout avec des peuples provenant des Caraïbes, mais pas exclusivement. De nombreux spécialistes estiment que les esclaves emmenés d’Afrique ont eux aussi formé des créoles à bases française. Pendant quelque temps la langue créole a pu s’épanouir, mais puisque c’était une époque de racisme inhérent à la société, ces langues créoles, associées aux peuples noirs ou mixtes, étaient victimes d’une stigmatisation indubitable. Néanmoins, on peut constater que de façon générale « le français parlé à la Nouvelle-Orléans, surtout parmi les gens cultivés, a évolué dans une meilleure harmonie avec le français métropolitain que celui du Canada […] ». Cependant, le prestige de la langue française s’acheva en parallèle avec la période antebellum, car « […] les liens entre la France et la Louisiane, surtout à la Nouvelle-Orléans, continuent à demeurer fortes […] jusqu’au début de la guerre civile (1861). »

#### La Louisianepostbellumjusqu’à la période moderne
Suivant la guerre de Sécession, c’est-à-dire dans l’Amérique postbellum, la langue anglaise commença à exercer une véritable domination linguistique en Louisiane. Le processus d’assimilation linguistique qui avait deux siècles auparavant favorisé le français par rapport aux langues amérindiennes ainsi qu’aux autres langues d’immigrés, s’était maintenant tourné contre la francophonie. Avant la guerre civile, la plupart des anglophones habitaient le territoire nord de l’État mais au fur et à mesure (et surtout postbellum) une société anglophone s’établit dans le sud. De plus, la volonté du gouvernement fédéral de neutraliser, dans les États du Sud, la non-conformité linguistique fait que les Louisianais sentaient non seulement une présence anglaise, mais aussi que cette présence leur était hostile du point de vue de leur langage. Malheureusement, comme l’expliqua Picone, les « centres urbains tels que la Nouvelle-Orléans et Bâton Rouge étaient plus susceptibles » aux effets de l’anglicisation et petit à petit, « adoptent une infrastructure anglocentrique ».
On note que la domestication linguistique s'appliquait non seulement au code oral de ces dialectes, mais aussi au code écrit. Les marques de la culture littéraire, autrefois nombreuses, se dissolvent elles aussi avec le temps. Alors que la Louisiane comptait, lors de son paroxysme, 33 « journaux et périodiques de langue française […] le dernier, L’Abeille, cessa de publier en 1923 ». Comme le dit Patrick Griolet :
« [L]a guerre de Sécession donna un coup de fouet passager à la langue française. Seul un système souple, aussi décentralisé que la Confédération du Sud, pouvait maintenir la langue d’une minorité. Pendant une courte période l’établissement de Louisiane connut un authentique bilinguisme. […] La victoire du Nord assura le coup de grâce. Le français cessa d’être langue officielle : tous les subsides législatifs furent retirés. Malgré l’amendement de Victor Olivier en 1879, introduit dans la Constitution de 1898, l’enseignement français ne s’en releva pas »
Par contre, il est un domaine où le français maintiendra pendant longtemps sa force : la religion. Malheureusement, ceci est généralement vu comme ayant eu des effets néfastes sur le français. Il est donc convenable de parler d’un système de diastratie qui affaiblit la langue française et la réduit à certains usages familiers. Conséquemment, le français fut remplacé par l’anglais et devint, au fur et à mesure, une langue dévalorisée.

## Le peuple francophone d’aujourd’hui: les Créoles et les Cadiens
Il existe aujourd’hui, malgré une disparition quasi totale des monolingues français, deux termes ethniques et linguistiques qui regroupent les peuples ayant des liens historiques avec les dialectes locaux français : Créoles et Cadiens. Ceux-ci intègrent tous les deux des peuples provenant d’ethnies variées (Français, Espagnols, Irlandais, Anglais, Africains, Allemands, Amérindiens, etc.). Surtout, cajun et créole renvoient à une relation ancestrale (mais non indispensable) à l’utilisation de la langue française.
Malgré les répercussions nuisibles de l’anglais en Louisiane, les peuples cajuns et créoles ont réussi à conserver les derniers vestiges de la civilisation française aux États-Unis. Dans chacun des cas suivants, les groupes ont subi des changements au cours de leur histoire.

### Les Créoles
Le terme créole n’est pas d’origine française. Son étymon (cria) vient sans doute du lexème portugais crioulo. Il représente l’idée d’un individu (souvent un esclave) élevé dans la maison du maître. Le mot vient au français vers le XVIIe siècle, et sert à distinguer « ceux qui sont nés ou élevés dans les colonies et les nouveaux venus ». Au début de son utilisation aux États-Unis, le mot avait une connotation plutôt positive, car il dénotait tout ce qui était natif aux colonies. Mais avec le temps le mot changea à maintes reprises de signification et d’estimation. Dubois et Melançon expliquent de façon claire et concise les nombreux changements de la définition de créole : 
«  Au début de la colonie, l’identité créole engloba la première génération des colons européens indigènes, ainsi que les esclaves noirs et les personnes de couleur libres. L’opposition au régime espagnol amena au premier plan le critère d’ascendance française et une connotation socio-économique de fortune et une position de prestige. Pendant la période américaine, l’identité créole devint un contrepoint à l’identité américaine et s’élargit pour inclure l’ascendance française, les divisions socio-économiques, des différences professionnelles, et des divergences religieuses et linguistiques. Pendant la guerre civile et la reconstruction il ne resta que l’ascendance française, des différences raciales, et la division linguistique comme des traits distinctifs créoles. Cette tendance continua pendant la période postbellum et la période de la ségrégation. À cause des contraintes sociales, des « initiatives » législatives, et la présence dominante de l’anglais dans l’État, l’utilisation de la langue française s’est apaisée, faisant de l’ascendance française et des classifications raciales les composantes principales de l’identité créole à la fin du XXe siècle. »
Aujourd’hui, on peut parler du créole comme d'une étiquette ethnique « utilisée presque exclusivement par des Afro-américains dont les ancêtres parlaient un dialecte français, quel qu’il soit ». De plus, selon les sondages du Bureau du recensement des États-Unis évoqués par Dubois et Melançon, c’est la population noire qui constitue le nombre le plus élevé de locuteurs de créole français. Également, il existe un mouvement pour la préservation de la culture créole, comme par exemple les groupes d’activistes tels que C.R.E.O.L.E. Inc. et Un-Cajun, qui cherchent à revendiquer leur place face à la renaissance récente de la culture cadien. Cependant, il existe toujours des gens blancs qui s'identifient comme des Créoles, et l'identité créole est considérée par beaucoup comme plus inclusive que l'étiquette cadienne. Pendant le dix-neuvième siècle, les descendants des Acadiens expulsés s'identifiaient aussi comme des Créoles, mais aujourd'hui cela n'est généralement plus le cas.

### Les Cadiens
Le peuple acadien qui s’installa dans cette enclave linguistique des États-Unis devient, à la suite de déformations linguistiques, les cadjins. Ils s’installent largement hors des villes et restent, pendant longtemps, peu instruits. En opposition avec le français colonial, le français cajun prend la position du basilecte parmi les différents idiomes franco-américains. Cette population a souvent été sujette au mépris du peuple créole, surtout du fait que « le français acadien (ou le « français cadien » louisianais) qui survit dans les endroits ruraux devient par défaut la nouvelle norme du français » vis-à-vis du français créole, qui se voulait plus proche du français de la France.
Après la Seconde Guerre mondiale, une renaissance cadienne débuta. Il fallut tout d’abord aborder un « embellissement du terme cadien », un mot qui était auparavant associé à une classe sociale stigmatisée. Le Conseil pour le développement du français en Louisiane (CODOFIL, établi en 1968) se chargea de promouvoir une image différente à l’intérieur et hors des États-Unis, et il existe aujourd’hui une association importante entre la Louisiane francophone et « le pays cadien ». Cependant, « le renouveau de ces dernières décennies n’a pas conduit à une normalisation de la langue française ».

## La langue française aujourd’hui: un patrimoine d’oralité
Plusieurs groupes ont entrepris de recueillir des données statistiques sur les locuteurs francophones aux États-Unis. Les résultats montrent que le nombre de personnes parlant français s’élève aujourd’hui entre un millier et quelques millions de locuteurs. Alors que ceci peut paraître un nombre important, le véritable problème est celui de la transmission d’idiomes locaux.
Malheureusement trop de Louisianais ont connu la stigmatisation de la langue française, et pour cette raison, n’ont pas transmis leur langue à leurs enfants. D’ailleurs, non seulement ils ne cherchent pas à la transmettre, mais ils s’en servent souvent comme « langue secrète » entre adultes. En explorant, de façon synchronique, les lieux des domaines public et privé où le français se manifesta le plus souvent nous démontrerons son usage comme étant entièrement diaphasique et diastratique, ainsi que les conséquences de ceci sur la valeur attribuée aux dialectes louisianais.

### Le français à la maison
En 1990, le CODOFIL dévoile des statistiques intéressantes sur l’usage du français dans le cadre familial. Selon leur sondage, 66,9 % de toutes les communications en langue française se font avec des membres de la famille (élargie), soit à l’intérieur de la maison, soit à l’extérieur. D’autres chiffres publiés en 1990 après un recensement cité par Picone démontrent la difficulté de mesurer en quelle quantité le français se parle à la maison, et quel dialecte se parle. Il semble que le français est majoritairement utilisé par les adultes, et que ces derniers l'emploient en particulier lorsqu’ils ne veulent pas être compris de leurs enfants. Un tel usage de la langue, qui fait d’elle un instrument de communication d’intimité, évoque son caractère familier et simple, qui ne convient pas à des situations de communication officielle. Aujourd’hui, on voit un renouveau dans la transmission des dialectes locaux qui se fait surtout par les grands-parents aux petits-enfants. Cependant cela est plutôt rare et vise une utilisation dans un cadre restreint : un langage familier qui se parle uniquement au sein de la maison familiale.

### Le français au travail
Presque 7 % des communications en langue française se passent au travail. Cette langue s’utilise souvent dans des domaines de travail presque exclusivement masculin, et semble tenir un « rôle de solidarité ethnique ». Picone remarque même des cas où quelques membres du groupe cajun acquièrent la langue à l’aide des collègues. On peut aussi parler d’une forte présence de français dans les métiers cynégétiques, c’est-à-dire relatifs à la chasse. Cependant, puisque ces métiers font tous partie d’un domaine peu valorisé dans la société moderne, la langue est facilement associée à une position sociale subordonnée. On observe, pourtant, que le français est beaucoup plus utilisé dans le domaine de tourisme, soit pour pouvoir dialoguer avec les nombreux touristes francophones, soit pour présenter une image touristique à ceux qui cherchent à découvrir la Louisiane francophone. Dans ces deux cas, tout en adhérant à des images aussi stéréotypées, les dialectes régionaux sont, en quelque sorte, valorisés puisqu’ils correspondent aux attentes des interlocuteurs.

### Le français à l’église
Si quelques textes bibliques ont été traduits en langue locale, par exemple l’Évangile selon Mathieu traduit en cajun par David Marcantel, l’utilisation du français dans le domaine religieux est surtout de nature orale. Dans certains cas, les habitants de la Louisiane peuvent jouir de services religieux entièrement en français, comme les cours de catéchisme et certaines émissions religieuses télévisées ou radiodiffusées. Ils sont, cependant, peu fréquents, et destinés à une population réduite.

### Le français à l’école
À partir de 1921, la Louisiane fait sienne une politique d’anglicisation qui interdit l’usage du français (en vérité toute langue autre que l’anglais) dans l’enseignement. En 1968, la constitution subit des changements qui favorise l'enseignement du français. Contrairement à une idée reçue, le français n'est pas une langue officielle de la Louisiane. Peu de temps après, on commence à donner des cours de français. Ces cours, tout en marquant une étape importante dans la transmission du français, favorisent, pour des raisons pratiques, un français "standard" et non régional. Aujourd’hui, on fait des efforts pour insérer des éléments régionaux dans le système scolaire par le biais du lexique et des thématiques abordées. Mais comme ce n’est pas toujours possible de le faire de façon authentique, il est possible et même probable que ces cours paraissent artificiels et déplacés aux élèves. Puisque la scolarisation française peut être définie plutôt comme « l’apprentissage d’une nouvelle langue, et non pas le renforcement » d’une langue qui existe déjà dans leur communauté. Les missions de CODOFIL, l’institution linguistique chargée de l’insertion de l’apprentissage du français dans les écoles publiques, sont : 
«  […] [d']offrir aux citoyens louisianais, qu’ils soient d’origine française ou pas, l’occasion soit d’apprendre le français, soit d’améliorer et d’utiliser le français qu’ils connaissent déjà ; et d’explorer, de comprendre et de soutenir l’héritage acadien, créole et francophone en Louisiane pour le plus grand bien culturel, économique et touristique de tous ses citoyens. »
Néanmoins, Picone suggère que si on se souciait du seul critère de la conservation des dialectes, l’enseignement à domicile serait préférable à l’enseignement public.

### Le français: le cas de la culture orale
Alors que l'emploi du français à la maison, au travail, à l’église et à l’école fournit une image assez sombre de l'avenir de cette langue, il ne faut point négliger le domaine de la culture, où le français continue à conserver une place non négligeable. Déjà on peut évoquer la popularité de la musique créole Zydeco, ainsi que de la musique cajun folk. Même si elles ne sont pas chantées entièrement en langue française, ces chansons démontrent l’importance traditionnelle que le français occupe. Pour le moment, il n’existe pas beaucoup de littérature cajun ou créole de la Louisiane, mais il existe une riche collection d’histoires et récits traditionnels qui « attestent de façon irréfutable la survivance francophone au XXe siècle ». Ces derniers se chantent ou se content pour la plupart dans des situations que l'on peut qualifier de familières, par exemple lors des noces ou des fêtes familiales, ce qui témoigne du fait qu’ils ont surtout une valeur folklorique et s’utilisent dans un cadre limité. Comme cette culture est surtout orale, il faudra voir si elle continuera à survivre auprès des générations à venir ou si elle aussi se perdra petit à petit.

## La littérature louisianaise

### Les débuts
La culture francophone louisianaise se distingue de celle des autres pays colonisés ou conquis par la France aux  XIXe siècle et XXe siècle. Les premiers habitants laissèrent quelques traditions culinaires ou médicinales, mais rien de la riche histoire de la littérature française. Avec les débuts de l'écriture au Nouveau Monde (1682-1814), on peut trouver beaucoup de lettres – limitées en grande part à de simples observations – sur des sujets tels que le recensement de La Nouvelle Orleans, la fête du maïs de la tribu Natchez, la flore présente sur les rives du grand fleuve, les curiosités comme le castor américain, et les rencontres avec les crocodiles.

C'est seulement quand la Louisiane devient une colonie espagnole en 1763 qu'on trouve le début de l'identité unique de la littérature louisianaise avec la combinaison des fables de la tribu Akança et la tradition littéraire européenne. L'Enfant sauvage et le Petit Crocodile par Jean-Bernard Bossu, le premier exemple de cette fusion, est une interprétation de l'histoire d'un garçon qui a attrapé un crocodile et aussi une tradition à la langue française : 
Une jeune Enfant, d'humeur maligne, 
S'amusoit l'autre jour à pêcher à la ligne :  
Sur les bords du Mississipi, 
Notre drôle étoit accroupi.
Un jeune caïman, imprudent & novice, 
Sans se douter de l'artifice, 
Se présente, & bientôt atrrape avec effort 
Le funeste aliment qui doit le mettre à mort...
(Jean-Bernard Bossu, 1778) 
La littérature de cette époque était principalement créée par les créoles.